# 涴市镇
涴市镇是中华人民共和国湖北省荆州市松滋市下辖的一个镇。位于松滋市东北部，长江水在此至北折东，呈曲折之状，故而得名“涴市”。

## 行政区划
涴市镇下辖以下村级行政区划单位：
涴市社区、红星村、月堤村、南岗村、报德寺村、同兴村、大口村、复兴场村、四兴垸村、魏家堤村、红花村、杨家垴村、采穴垸村、丁家垴村、双潭村、丙码头村、红光村和新发桥村。